# Sarp
Sarp è un comune francese di 109 abitanti situato nel dipartimento degli Alti Pirenei nella regione dell'Occitania.

## Società

### Evoluzione demografica
Abitanti censiti